# Средњовековна црква са контрафорима у Дробети Турну Северину
44° 37′ 28″ С; 22° 39′ 58″ И / 44.62438° С; 22.66612° И
Средњовековна црква са контрафорима је некадашња црква чији се остаци налазе у дворишту Регионалног музеја Гвоздена врата у Дробети Турну Северину. Остаци цркве су заштићени као историјски споменик од националног значаја.
Црква је изграђена почетком 14. века, од стране припадника фрањевачког реда који су дошли у област Северина ради ширења католичке вере после 1321. године. Од 1370. године вероватно је имала функцију цркве новоосноване православне Северинске митрополије. Према томе, црква је тада постала православна, све до 1419. године када Северин потпада под власт угарског краља Жигмунда Луксембуршког. Претрпела је оштећења и више пута је обнављана, а након пада Северинског града под Османску власт 1524. године, почела је да пропада.
Прва ископавања су обављена 1868. године. Рушевине ове цркве индентификоване су током ископавања које је вршио Григоре Точилеску од 1896. до 1899. године. Тада је описао главни брод димензија 25,5 × 8,5 m и и олтар чију је апсиду подупирало пет контрафора. Северно од олтара налазила се сакристија, а испред улаза у цркву су идентидикована два зидана блока на којима је почивао звоник.
У близини остатака цркве налазе се и други значајни историјски споменици који су део археолошког налазишта у Дробети Турну Северину: римски амфитеатар, терме, фортификација, каструм Дробета и остаци Трајановог моста.